# Insanitarium
Insanitarium è un film horror del 2008 diretto da Jeff Buhler.

## Trama
Jack, per poter salvare sua sorella Lily rinchiusa in un ospedale psichiatrico dopo avere tentato il suicidio in seguito alla morte della madre, si finge malato di mente riuscendo a farsi ricoverare. All'interno della struttura, scopre che lo strano dottor Gianetti utilizza i pazienti come cavie per la sperimentazione di un misterioso farmaco. Questo farmaco trasforma le persone in belve assetate di sangue, e sembra aver subìto una modificazione che rende i suoi effetti contagiosi in seguito a un morso.
Quando Jack e Lily tenteranno la fuga, la situazione degenererà e l'ospedale sarà teatro di un massacro...